# Hay Essalam
 (décembre 2011).
Si vous disposez d'ouvrages ou d'articles de référence ou si vous connaissez des sites web de qualité traitant du thème abordé ici, merci de compléter l'article en donnant les références utiles à sa vérifiabilité et en les liant à la section « Notes et références ».
Hay Essalam est un quartier situé à El Jadida, la capitale portuaire du Maroc.

## Présentation

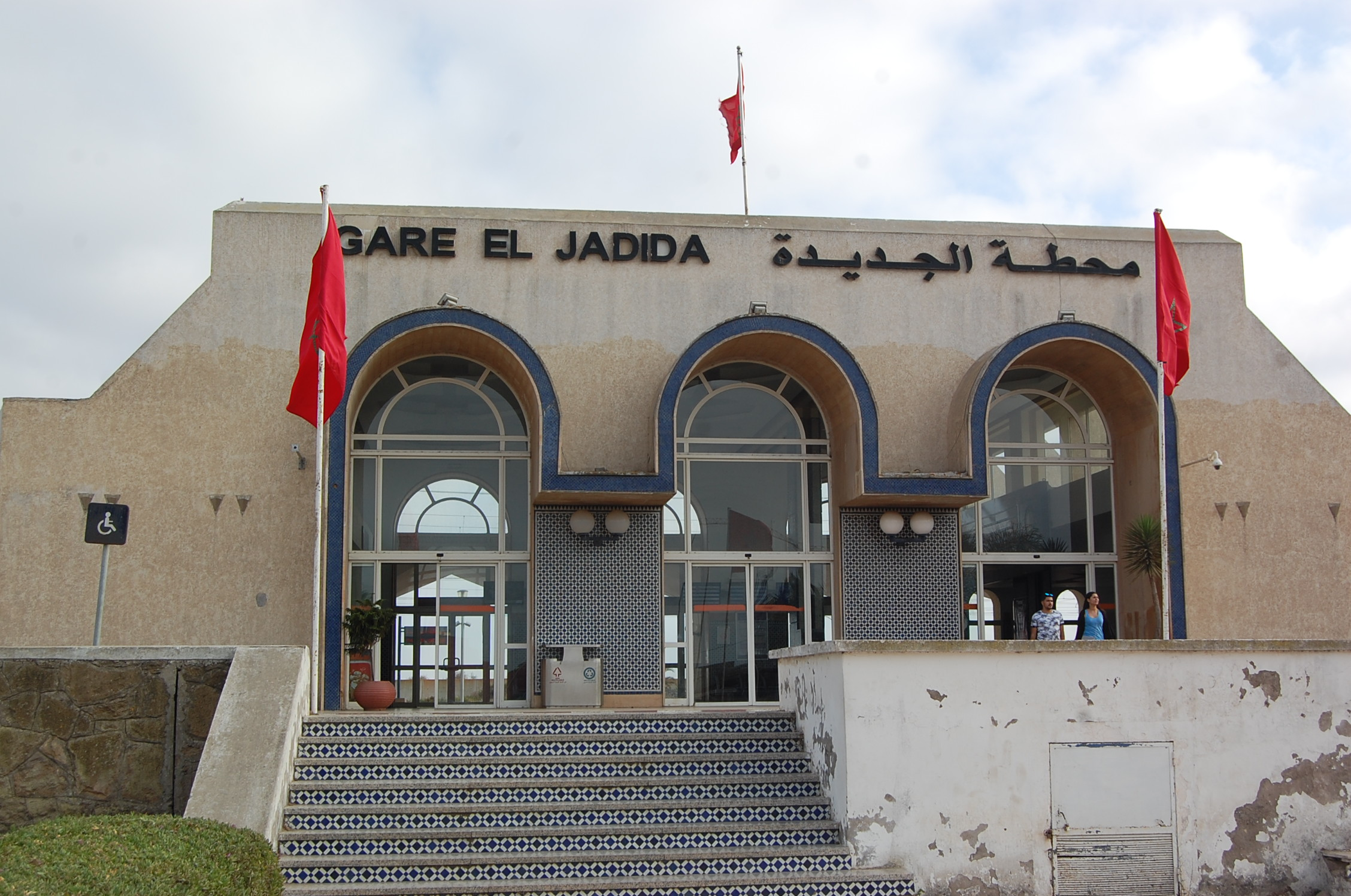
Gare d’El Jadida.

La gare d'El Jadida est située dans ce quartier.